# サワラ
サワラ（鰆、馬鮫魚）、学名 Scomberomorus niphonius は、サバ目・サバ科に属する海水魚の一種。細長い体の大型肉食魚で、食用に漁獲される。
成長するに従ってサゴシ（青箭魚）（サゴチとも・40-50cm）、ナギ（50-60cm）、サワラ（60cm以上）と呼び名が変わる出世魚でもある。体長が細長く「狭い腹」から「狭腹(サワラ)」と呼ばれるようになったとする説がある。他の地方名にはサーラ（各地）、ヤナギ（若魚：近畿・四国）などがある。なお、石川県では「サワラ」はカジキの地方名でもあり、同県で「サワラ」と称する場合両種を指し得る。

## 特徴
最大では全長115cm・体重12kgの記録がある。また、メスの方がオスよりも大型になる。近縁種も含めサバ科の仲間でも特に前後に細長い体型で、左右に平たい。地方名のサゴシは「狭腰」、サワラは「狭腹」の意である。
口は大きく、顎には鋭い歯がある。側線は波打ち、枝分かれが多い。第二背鰭・尻鰭と尾鰭の間には小離鰭が並ぶ。また、体内には浮力を調整する鰾（うきぶくろ）がなく、鰓耙もごく少ない。体色は背側が青灰色、腹側が銀白色で、体側には黒っぽい斑点列が縦方向に7列前後並ぶ。

### 生態

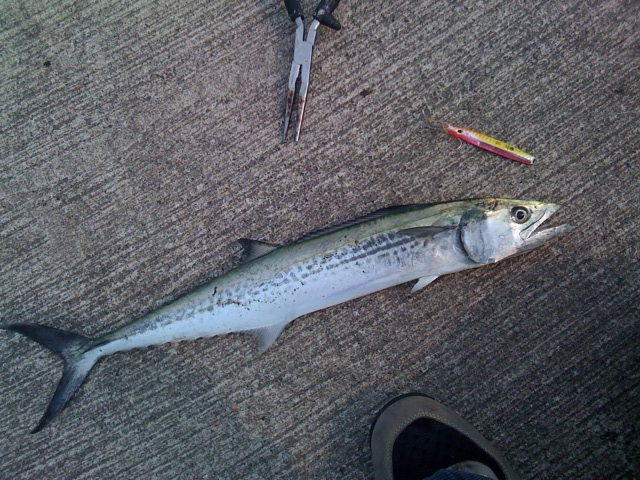
新潟県で獲られたサワラ

北海道南部・沿海地方から東シナ海の大陸棚域まで、東アジアの亜熱帯域・温帯域に分布する。これらは日本海南部・黄海・東シナ海に分布する系群と、瀬戸内海から西日本太平沿岸に分布する系群の二つに分けられる。前者は黄海、後者は瀬戸内海を産卵場としている。
春から秋にかけては沿岸の表層を群れで遊泳するが、冬は深場に移る。食性は肉食性で、おもにカタクチイワシやイカナゴ等の小魚を捕食する。
産卵期は春から初夏で、何回かに分けて産卵を行う。仔魚は当初から鋭い歯をもち、自分と同じくらいの大きさの他魚を貪欲に捕食する。生後1年で46cmほどに成長し、以後は2歳68cm、3歳78cm、4歳84cmほどとなる。成長は温暖な時期に顕著で、冬は成長しない。寿命はオス6年、メス8年ほどである。

## 利用

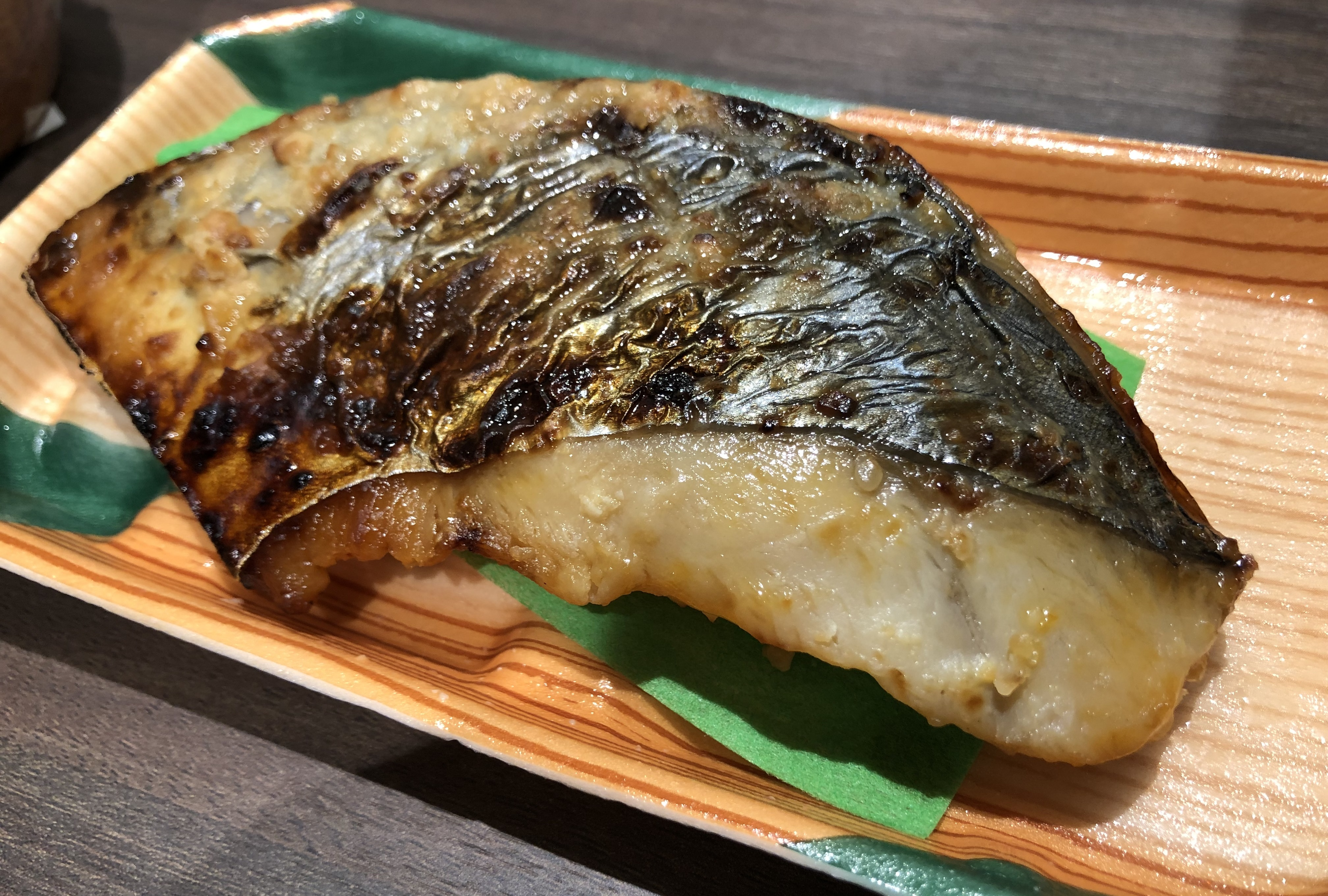
サワラの西京焼き

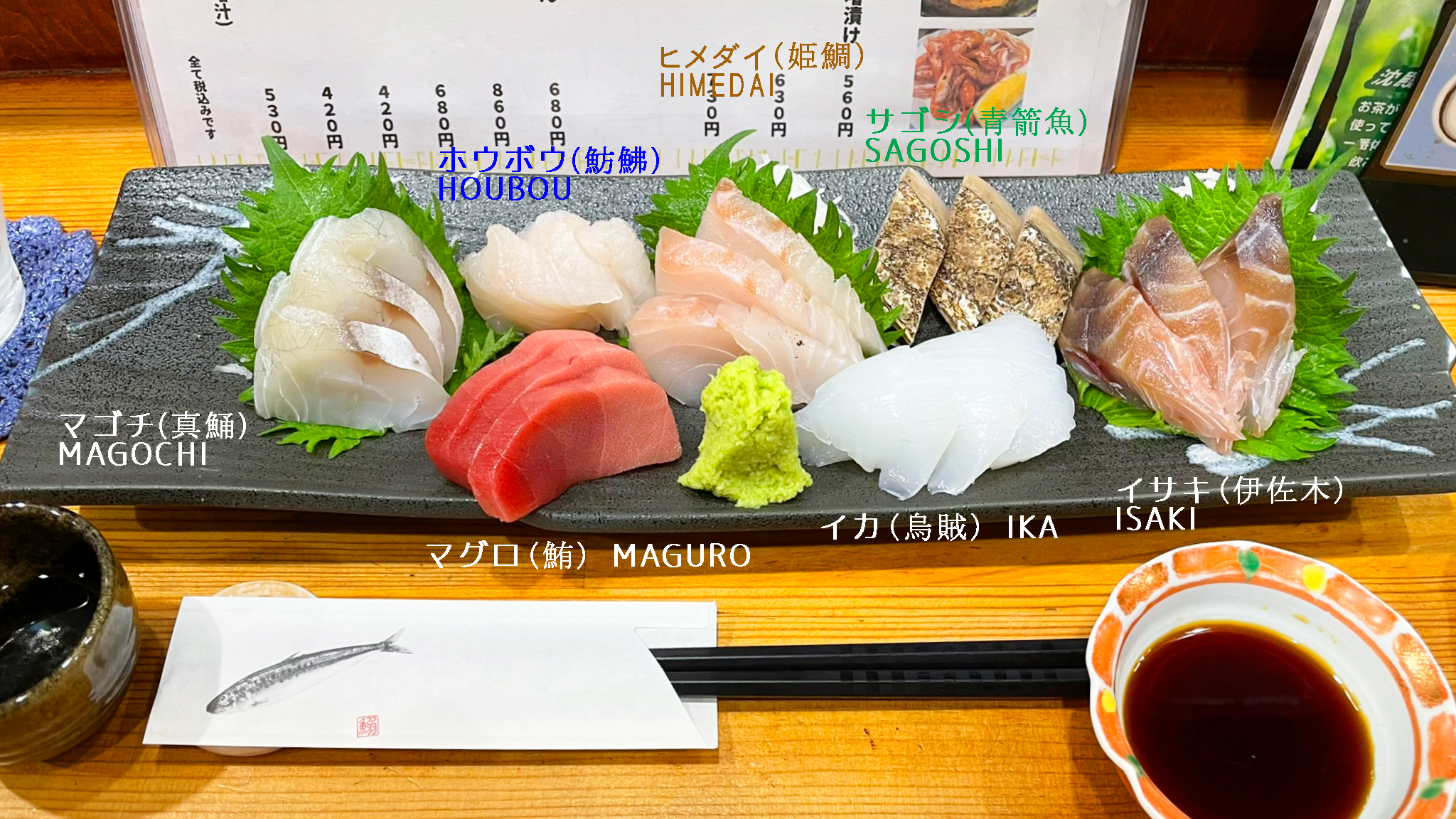
刺身の盛り合わせ。右から2番目の奥（上）がサゴシ（サワラ）

身の見た目はさほど赤くなく白身魚として取り扱われる事も多いが、成分から見ると赤身魚である。日本では一般に焼き魚、西京味噌を使った「西京焼き」、唐揚げ（竜田揚げ）などで食べられる。身が軟らかく崩れやすいので煮物には向かないと言われることもある。岡山県周辺では鮮度の良いものを刺身で食べる。香川県などではサワラの卵巣を使ってカラスミをつくる。まだ脂分が少ない年齢のサゴシは、出汁をとるための煮干しとして近年商品化されている。
刺し網、定置網、引き縄などの沿岸漁業で漁獲される。春が旬の魚とイメージされているが、本当に味が良いのは秋・冬である。特に冬は脂が乗り、「寒鰆」と呼ばれて珍重されるが、この季節には活動が鈍るため漁獲量も減る。サワラの漢字は魚偏に春で「鰆」と書くが、これは春に産卵のために沿岸へ寄るため人目に付きやすいことから、「春を告げる魚」というのが字源となった。
20世紀後半には漁獲量の減少が顕著だったが、漁業規制と種苗放流、更に日本近海の水温上昇（レジームシフト）、それに伴うカタクチイワシの増加が重なり、漁獲量は低位ながら回復傾向にある。なお種苗生産においては稚魚の共食いが激しく、資源維持に向けての課題となっている。
- 日本における2002年度の主な陸揚げ漁港
第1位 - 博多漁港（福岡県）
第2位 - 長崎漁港（長崎県）
第3位 - 浜田漁港（島根県）
第4位 - 舞鶴漁港（京都府）
第5位 - 橋立漁港（石川県）

日本近海で水揚げされたものは高価で、韓国などから輸入した加工済みの製品も多く流通する。安いサワラの切り身は「オキサワラ」などと呼ばれるが、カマスサワラなどの近縁種である。
中国では「鮁魚（ba yu）」、「藍点馬鮫（landian majiao）」などといい、蒸し魚、煮魚などにする他、青島などでは餃子の具にもする。台湾では蒸し魚などの他、切り身を天麩羅にしたり、その天麩羅をとろみスープに入れたりする。

## 近縁種
サワラ属 Scomberomorus は全世界で約18種が含まれ、日本近海ではサワラの他に4種が見られる。なお、カマスサワラ Acanthocybium solandri はサワラ類とよく似ていて、和名にも「サワラ」とあるが属が異なる。
ヨコシマサワラ（横縞鰆） Narrow-barred Spanish mackerel S. commerson (Lacepède,1800)
全長2mを超える大型種。体型はサワラに似ているが、和名通り体側に黒っぽい横しま模様が多数走る。日本近海を含むインド太平洋の熱帯・温帯海域に広く分布し、沿岸の表層を大群で遊泳する。日本ではサワラに次いで漁獲量が多い。地方名にヨコスジサワラ、クロザワラ（富山）、イノーサワラ（沖縄）などがある。
ヒラサワラ（平鰆） S. koreanus (Kishinouye,1915)
全長1.5m。体側の模様はサワラによく似るが、和名通りサワラより平たい体型で体高が高い。インド太平洋の熱帯・温帯海域に広く分布する。
ウシサワラ（牛鰆） S. sinensis (Lacepède,1800)
全長2mに達する大型種。胸鰭の先端が円いことで他種と区別できる。他にもサワラより口が前に突き出ていること、額がわずかにくぼむことなども区別点となる。秋田県・千葉県から南シナ海まで分布する。地方名はホテイサワラ（秋田）、クサモチ、ハサワラ（神奈川）、オキザワラ（九州）などがある。
タイワンサワラ（台湾鰆） S. guttatus (Bloch et Schneider,1801)
全長70cmほどで、日本産サワラ類では小型種。インド太平洋の熱帯域に分布するが、若狭湾での記録もある。

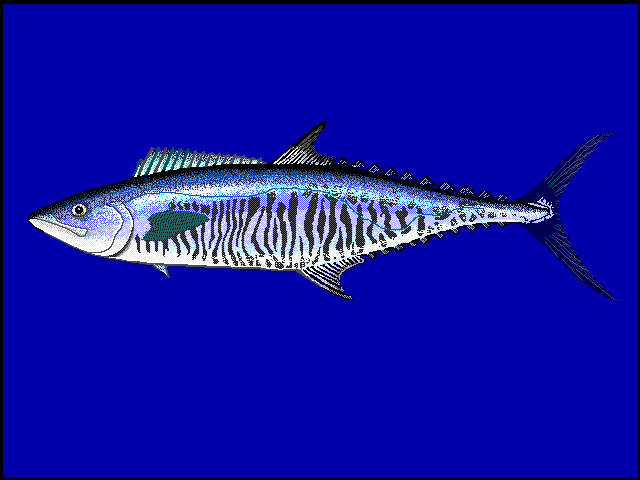
ヨコシマサワラ
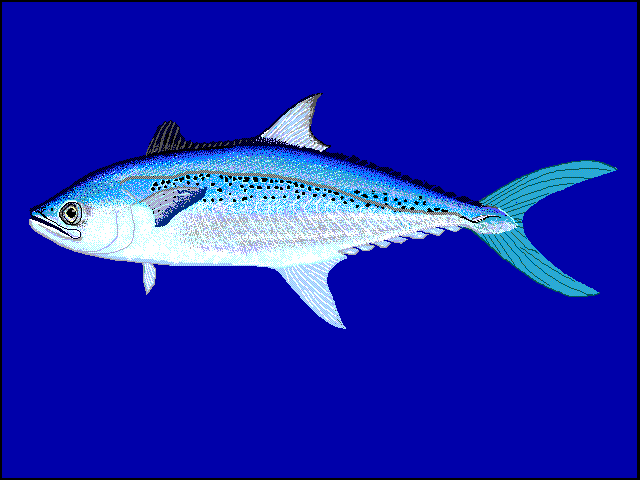
ヒラサワラ
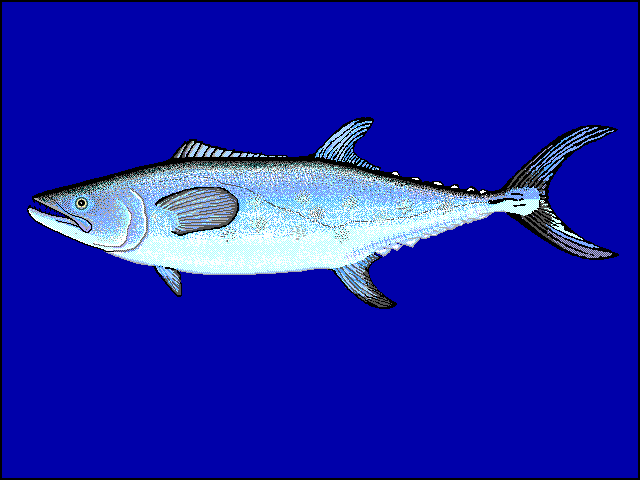
ウシサワラ
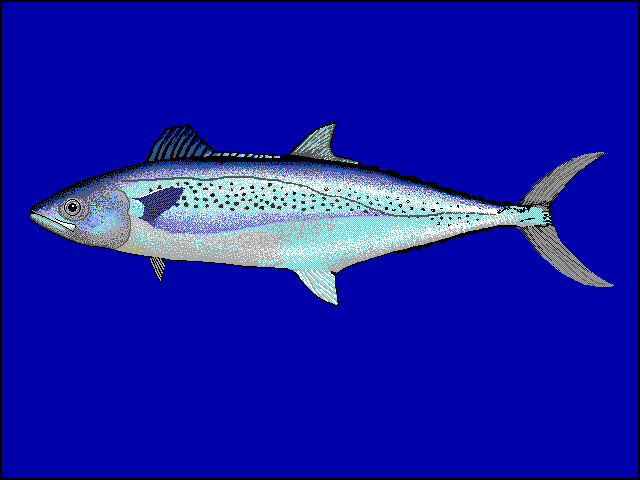
タイワンサワラ

### 海外産
オーストラリアン・スポッティド・マカレル(Australian spotted mackerel) S. munroi Collette et Russo,1980
オーストラリア近海の固有種。オーストラリアサワラとも呼ばれる。
オオサワラ(King mackerel) S.cavalla (Cuvier,1829)
体長1.8mに達し、キング・マカレルとも呼ばれる。大西洋西岸の熱帯・亜熱帯域に分布する。なお、アメリカのFDAは、有機水銀が蓄積されている可能性が高いとして2003年に妊婦や授乳中の女性および子供はキング・マカレルを摂取しないよう勧告を行っている）。
スパニッシュ・マカレル(Spanish mackerel) S. maculatus (Mitchill,1815)
メキシコ湾から北アメリカ大西洋岸の熱帯・温帯域に分布する。